# Islands (chanson)
Pour les articles homonymes, voir Islands.
Singles de The xx
Basic Space
(2009) VCR
(2010)
Islands est le troisième single du groupe de pop indé vainqueur du Mercury Music Prize The xx issu de l'album xx sorti en 2009. Le single a d'abord été publié au Royaume-Uni le 26 octobre 2009 en téléchargement numérique, le 27 octobre 2009 en CD et en vinyle puis de nouveau en téléchargement numérique le 8 février 2010. Le 19 septembre 2010, le single atteint un sommet dans le UK Top 40 en arrivant à la 34e place, le meilleur rang obtenu par le groupe à ce jour. En octobre 2011, NME a placé la chanson au 28e rang sur la liste de ses « 150 meilleures chansons des 15 dernières années ». 

## Liste des titres
Single iTunes (Royaume-Uni) 
1. « Islands » – 2:44
2. « Do You Mind? » – 3:37

EP iTunes (Royaume-Uni)
1. « Islands » (Remix de Untold) – 5:17
2. « Islands » (Remix de The Blue Nile) – 2:38
3. « Islands » (Remix de Nosaj Thing) – 2:35
4. « Islands » (Remix de Delorean) – 5:04
5. « Islands » (Remix de Falty DL) – 3:43

## Utilisation dans les médias
Islands a été utilisé dans un épisode de Grey's Anatomy, et dans un épisode de Vampire Diaries.

## Classements
Islands est entré dans le UK Singles Chart le 25 juillet 2010 à la 96e place. À la suite de la victoire du groupe du Mercury Music Prize de 2010, Islands est entré dans le UK Top 40 le 12 septembre 2010 au 39e rang. La semaine suivante, le single a grimpé de 5 places et est arrivé au 34e rang.
| Classement (2010)                      | Position |
| -------------------------------------- | -------- |
| Belgique (Flandre Ultratop 50 Singles) | 16       |
| Europe (Hot 100)                       | 89       |
| France (SNEP)                          | 90       |
| Écosse (OCC)                           | 38       |
| Royaume-Uni (UK Singles Chart)         | 34       |
| Royaume-Uni (UK Indie Chart)           | 3        |

## Historique des sorties
| Region      | Date            | Format                 |
| ----------- | --------------- | ---------------------- |
| Royaume-Uni | 26 octobre 2009 | Téléchargement digital |
| Royaume-Uni | 27 octobre 2009 | CD Single              |
| Royaume-Uni | 27 octobre 2009 | Vinyle                 |
| Royaume-Uni | 8 février 2010  | Téléchargement digital |